# Léonard Misonne
Léonard Misonne est un photographe pictorialiste belge né le 1er juillet 1870 à Gilly et mort dans cette commune le 14 septembre 1943.

## Biographie
Léonard Misonne est le septième fils de Louis Misonne, avocat et industriel ayant fait fortune dans les charbonnages, et d'Adèle Pirmez, petite-nièce de l'écrivain Octave Pirmez. Le 3 juillet 1906, il épouse à Florennes Valentine Lambin qui lui donne quatre enfants.
Il étudie le génie minier à l'université catholique de Louvain, mais n'exercera jamais comme ingénieur. Encore étudiant, il s'intéresse à la musique, à la peinture et, à partir de 1891, à la photographie sur laquelle il se concentre exclusivement à partir de 1896.
En 1896, il expose à Bruxelles et rencontre un grand succès auprès du public. Il exposera ensuite des œuvres à de nombreuses reprises en Belgique et à l'étranger.
Misonne effectue plusieurs voyages en Suisse, Allemagne et France. Il se fait connaître avec ses effets de lumière retravaillés. « Le sujet n'est rien, la lumière est tout » affirme-t-il. Misonne est connu pour son sens de l'atmosphère, mais son approche est étiquetée d'un point de vue artistique comme conservatrice et sentimentale.
Ses effets floutés, à l'approche impressionniste lui ont valu le surnom de « Corot de la photographie ».
Misonne a d'abord travaillé avec le processus de photographie obtenu à partir d’une suspension de bromure d'argent dans de la gélatine qu’il apprend en 1910 à Paris auprès de Constant Puyo, puis il utilise le tirage direct au charbon mis au point par Théodore-Henri Fresson. Cette technique qui lui permet de tirer directement ses photographies sans devoir faire de transfert de verre à papier. Il met également au point le médiobrome, variante du bromoil, qu'il pratique de 1935 à 1943.
Avec Gustave Marissiaux, il devient un chef de file de renommée internationale du pictorialisme en Belgique et une figure connue des cercles avant-gardistes. Le mouvement pictorialiste défend l'idée que la photographie, technique de représentation du réel est aussi une image et doit bénéficier de la même considération que les images produites par la peinture ou les arts graphiques.
La plupart de ses clichés ont été pris en Belgique et aux Pays-Bas ; ce sont principalement des paysages, quelquefois des scènes de plages et des vues de Gand et Anvers.
Souffrant d'une forme grave d'asthme, Misonne en succombe le 14 septembre 1943, à Gilly, en Belgique.

## Expositions
- 2014 : Léonard Misonne en passant..., Musée de la photographie, Charleroi.
- 2024 : Léonard Misonne, La lumière est tout, Galerie Nardone, La Louvière.

## Hommage et distinction
Une rue de Gilly, anciennement rue de l'Observatoire, porte son nom à Charleroi depuis début 2017.
Les distinctions suivantes lui ont été attribuées :
- médaille d'or lui est décernée à l'Exposition internationale des photographes amateurs à Sopron (Hongrie) en 1934[5].

- médaille d'or à l'Exposition internationale d'Art photographique de Courtrai en 1939.

Œuvres de Léonard Misonne
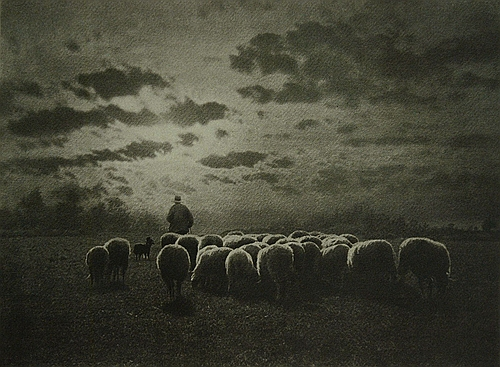
Misonne's Au Coucher du Soleil, in : Camera Notes (en), juillet 1901.
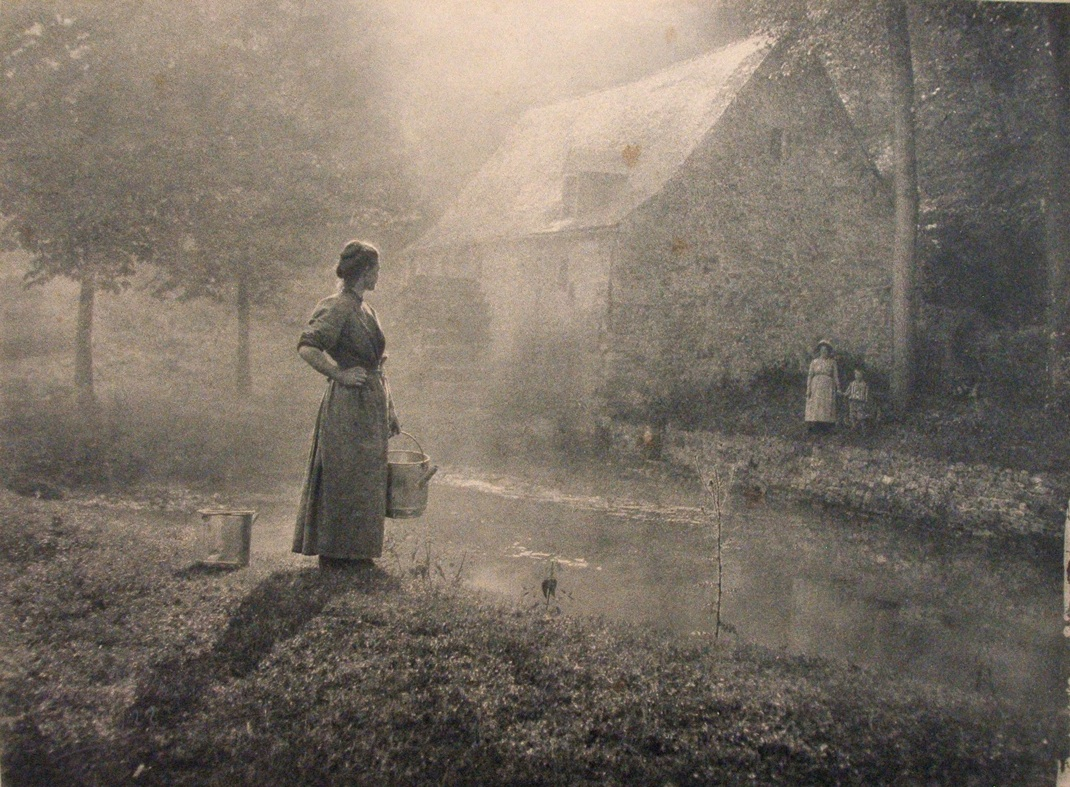
Près du moulin.
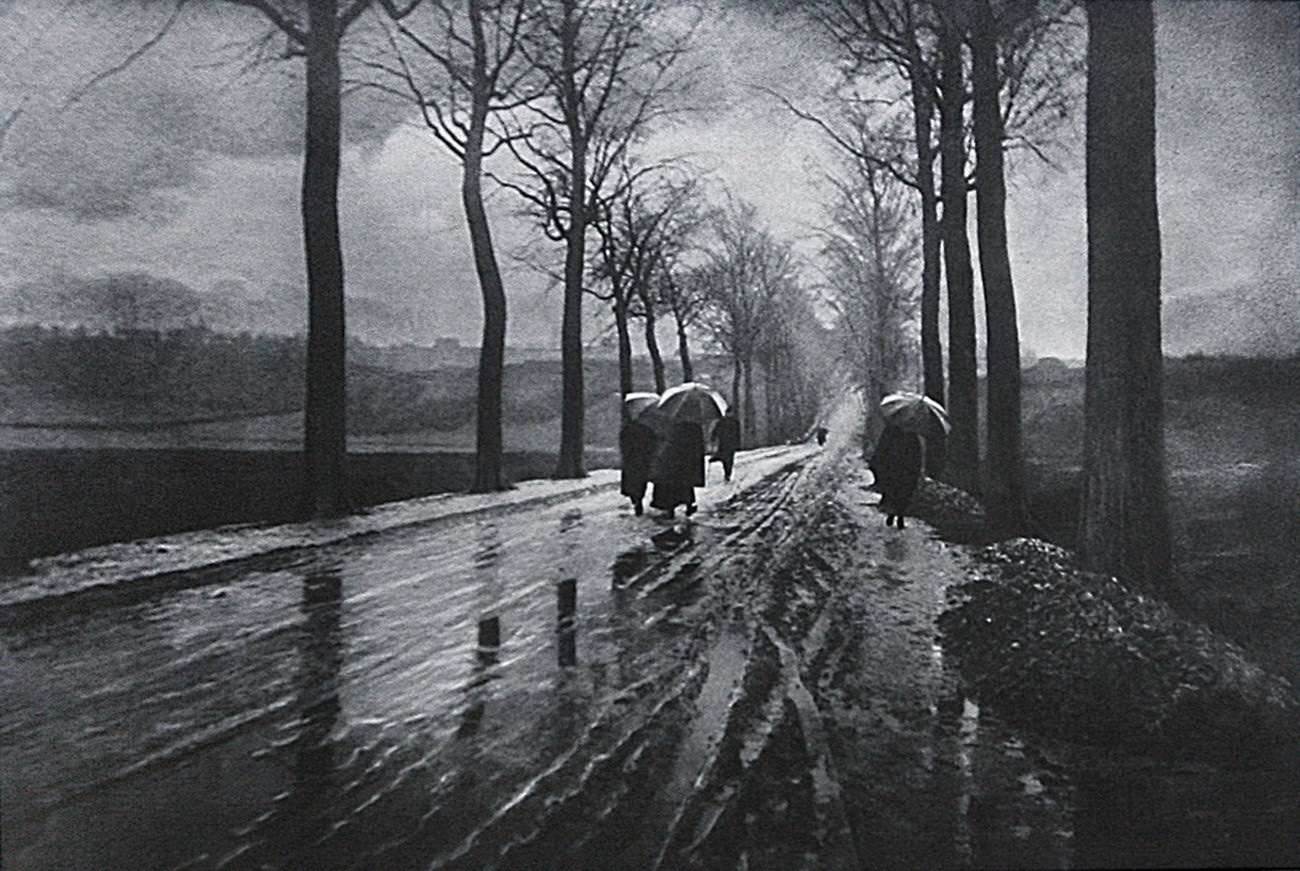
Retour du marché.
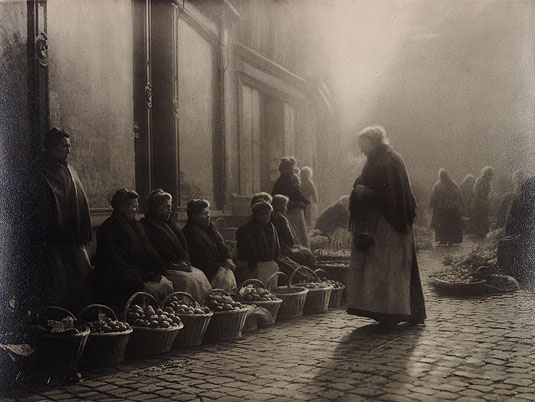
Choix difficile.
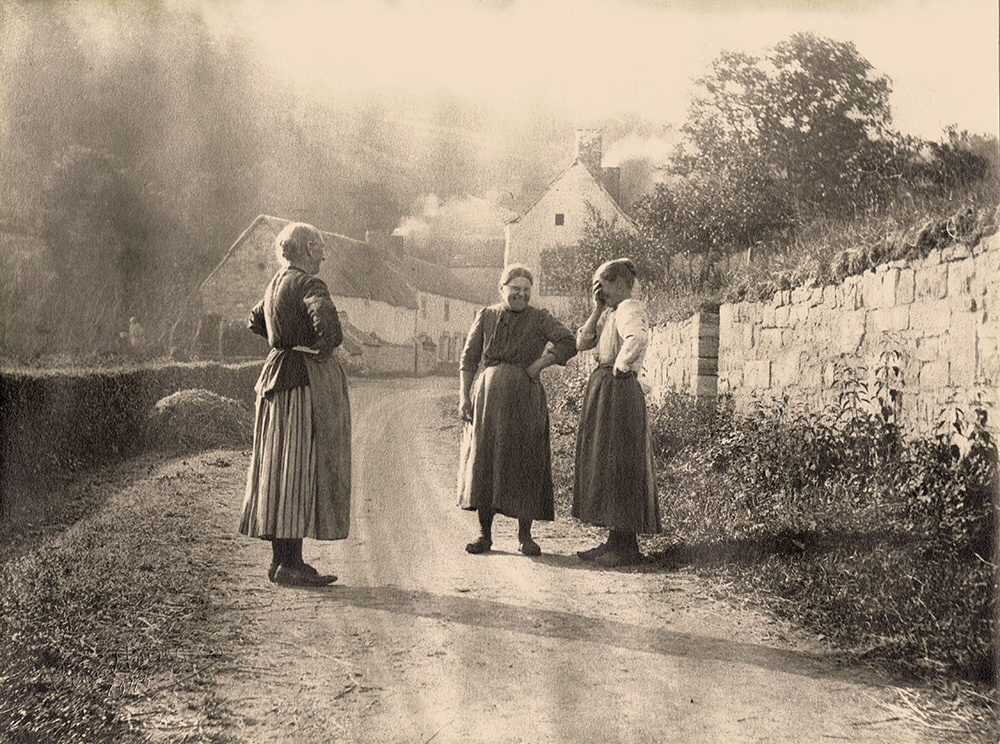
Femmes parlant sur une route de campagne.
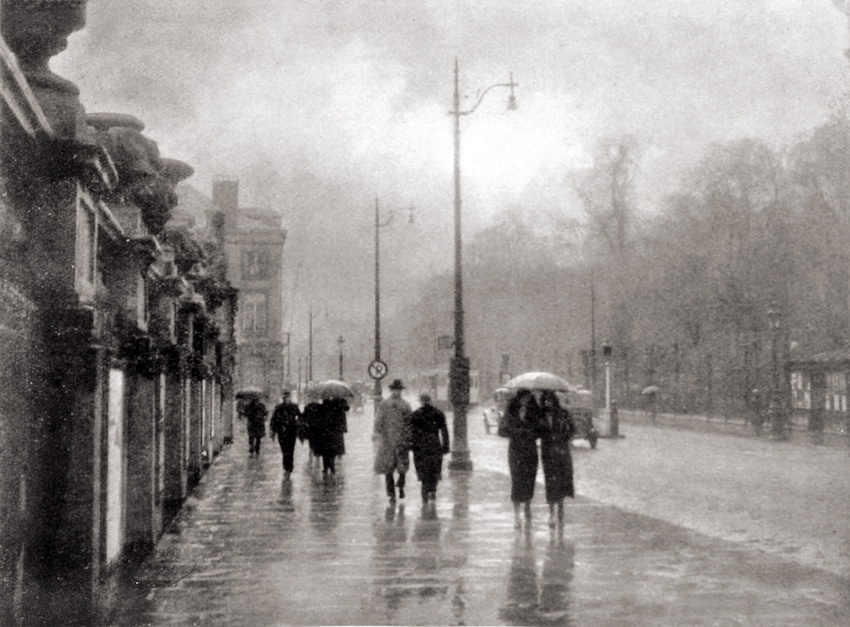
Jour pluvieux.
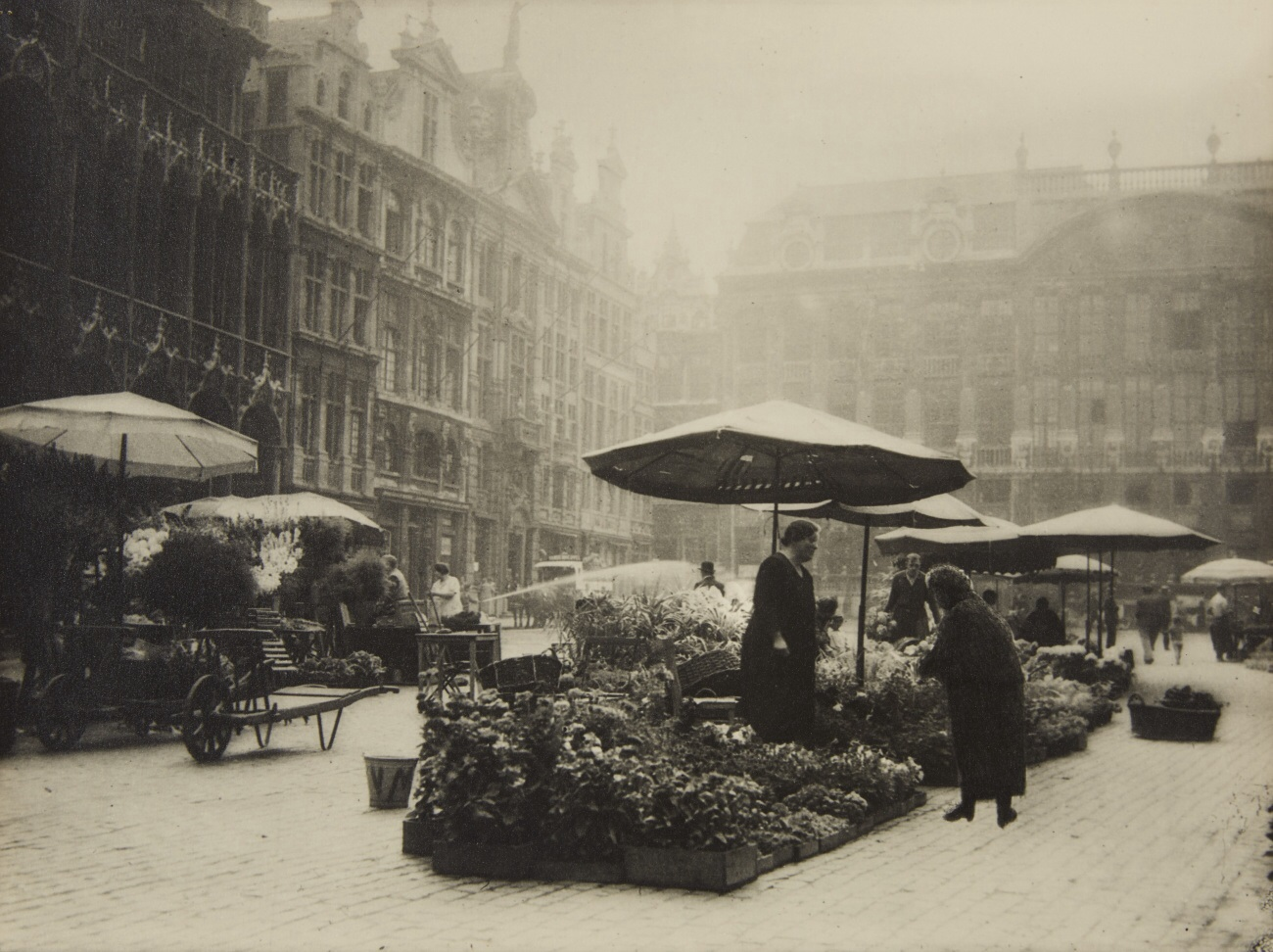
Marché, Bruxelles.
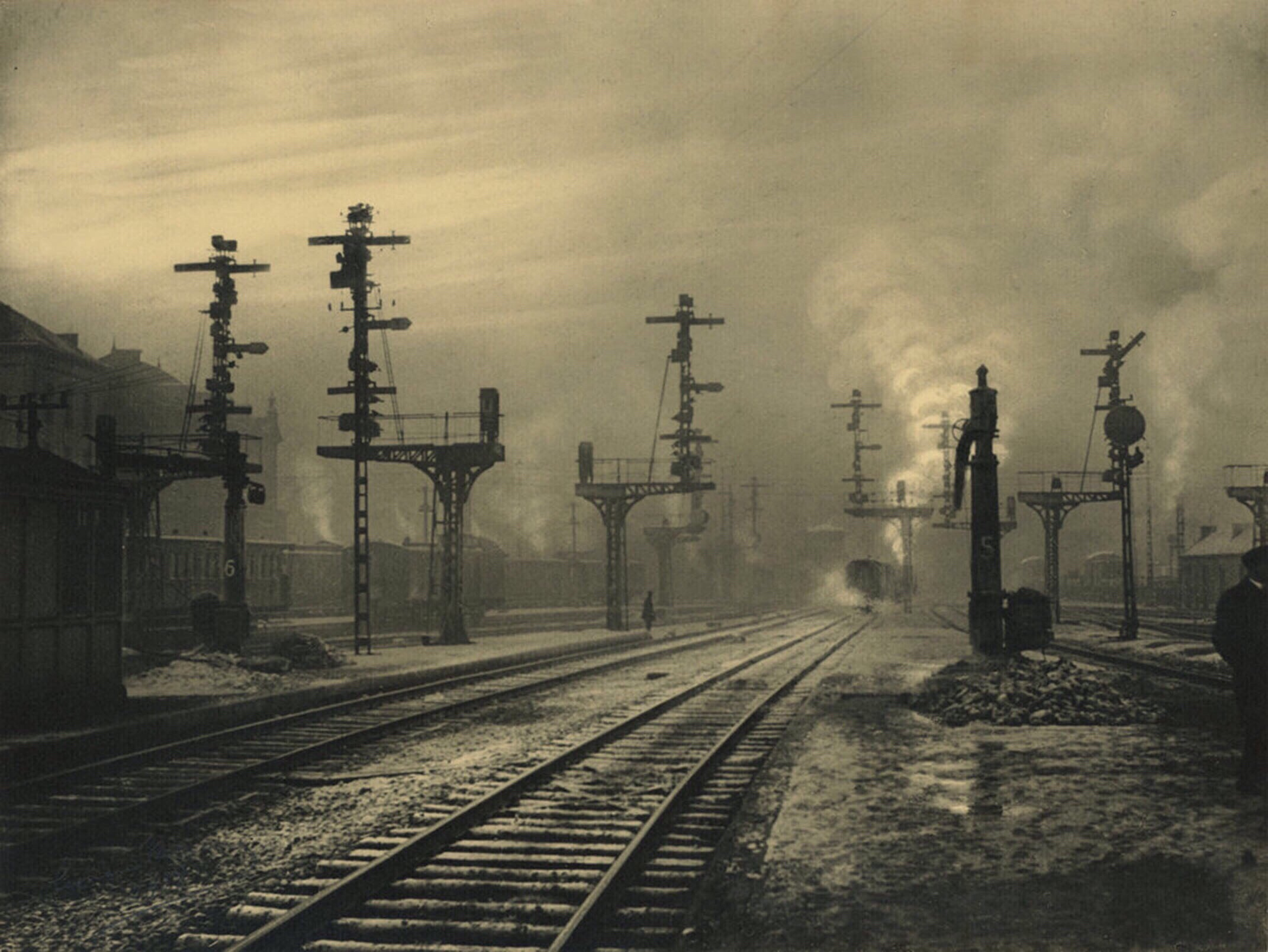
Gare à Namur, 1938.